# تحت الأرض: موسم حار (مسلسل)
تحت الأرض: موسم حار، هو مسلسل تلفزيوني سوري عٌرض في رمضان 1446ه.

## قصة المسلسل
تدور أحداث المسلسل في إطار من التشويق والإثارة، داخل عائلة (الصافي) الدمشقية، والتي تحكم تجارة التبغ بقبضة من حديد، وتضع قواعد صارمة ضد كل من ينافسها في السوق، الأمر الذي يشعل نار الحرب عندما يظهر منافس قوي لها.